# Lissoeme testacea
Lissoeme testacea is een keversoort uit de familie boktorren (Cerambycidae). De wetenschappelijke naam van de soort is voor het eerst geldig gepubliceerd in 1966 door Martins, Chemsak & Linsley.